# Тикун Хацот (Поноћне молитве)
Тикун Хацот (Поноћне молитве) је прва јеврејска књига штампана у Србији. Издата је 1837. године на хебрејском и ладино језику.

## Прва штампарија у Србији
Прва штампарија у Србији почиње са радом у Београду, у септембру 1831. године, под именом Књажевско-србска печатња. Добри односи Милоша Обреновића и Јеврејина Хајима бехор Давида-Давича, његовог симпатизера и сарафа (финансијера), довели су до тога да поменута штампарија већ 1837. године набавља сет за штампу хебрејских слова. Прва јеврејска књига издата у Србији штампана је управо у њој 1837. године,  била је то књига Тикун Хацот (Поноћне молитве). Током 19. века у поменутој штампарији  штампале су се и друге јеврејске књиге које су издавали Јевреји Србије и Београда на хебрејском и ладино језику и писму. Штампарија је више пута мењала име, па се тако звала и Књажевско-србска типографија, Државна штампарија у Београду, Београдски графички завод, а од 1970. године мења име у БИГЗ – Београдски издавачко-графички центар.

## Тикун Хацот (Поноћне молитве)
Тикун Хацот (Поноћне молитве) била је прва јеврејска књига издата у Србији на хебрејском и ладино језику, односно хебрејским квадратним и Раши писмом. Насловна страна књиге је написана хебрејским словима. А ћирилицом написани су место и штампарија – У Београду, печатано у Књажевско-Сербској типографији. А на ладину (јеврејскошпанском) језику изнад тога пише: Истампадо ин ла Истампариа дел Принципе де ла Сербиа (у преводу: Штампано у Кнежевској штампарији у Србији).